# Gamō-Yonchōme (metropolitana di Osaka)
Gamō-yonchōme (今里駅?, Gamō-yonchōme-eki) è una stazione della Metropolitana di Osaka situata nell'area sud est della città. 
La stazione si trova sotto l'incrocio di Gamō-yonchōme.

## Stazioni adiacenti
| «                               | Servizio                        | »                               |
| Linea Nagahori Tsurumi-ryokuchi | Linea Nagahori Tsurumi-ryokuchi | Linea Nagahori Tsurumi-ryokuchi |
| ------------------------------- | ------------------------------- | ------------------------------- |
| Kyōbashi                        | Locale                          | Imafuku-Tsurumi                 |
| Linea Imazatosuji               |                                 |                                 |
| Sekime-Seiiku                   | Locale                          | Shigino                         |